# Harrisburg (Ohio)
Harrisburg é uma aldeia localizada no estado norte-americano do Ohio, no Condado de Franklin e Condado de Pickaway.

## Demografia
Segundo o censo norte-americano de 2000, a sua população era de 332 habitantes.
Em 2006, foi estimada uma população de 312, um decréscimo de 20 (-6.0%).

## Geografia
De acordo com o United States Census Bureau tem uma área de 0,3 km², dos quais 0,3 km² cobertos por terra e 0,0 km² cobertos por água. Harrisburg localiza-se a aproximadamente 242 m acima do nível do mar.

## Localidades na vizinhança
O diagrama seguinte representa as localidades num raio de 16 km ao redor de Harrisburg.